# Rhomboidederes ravidus
Rhomboidederes ravidus là một loài bọ cánh cứng trong họ Cerambycidae.